# Largo al factotum
"Largo al factotum" (Abra caminho para o faz-tudo) é uma ária de O Barbeiro de Sevilha de Gioachino Rossini, cantada na primeira entrada da personagem-título; os repetidos "Fígaro"s antes da última seção é um ícone na cultura popular no canto lírico. O termo "factotum" refere-se a um servente geral e vem do latim, que significa literalmente "faz-tudo".
Devido à constante cantoria de tercinas em compasso 6/8 em um tempo allegro vivace, a peça é frequentemente notada como uma das mais difíceis árias para barítono de se realizar. Isso, juntamente com a natureza trava-língua da alguns versos e a insistência nos superlativos italianos (sempre terminados em "-issimo"), fez dela uma pièce de résistance, onde um barítono habilidoso tem a chance de destacar todas as suas qualidades.

## Libreto
| Largo al factotum della città. Presto a bottega che l'alba è già. Ah, che bel vivere, che bel piacere per un barbiere di qualità! di qualità!                                                                         | Abram caminho para o faz-tudo da cidade. Apressem-se a sua loja que desde a madrugada está aqui. Ah, que boa vida, que bom prazer por um barbeiro de qualidade! de qualidade!                                             |
| Ah, bravo Figaro! Bravo, bravissimo! Fortunatissimo per verità! | Ah, bravo Fígaro! Bravo, bravíssimo! Sortudo de verdade! |
| Pronto a far tutto, la notte e il giorno sempre d'intorno in giro sta. Miglior cuccagna per un barbiere, vita più nobile, no, non si da.                                                                              | Pronto para fazer tudo, noite e dia sempre movendo-se. Melhor bonança para uma barbeiro, vida mais nobre, não, não dá. |
| Rasori e pettini lancette e forbici, al mio comando tutto qui sta. V'è la risorsa, poi, del mestiere colla donnetta... col cavaliere...                                                                               | Navalhas e pentes, bisturi e tesouras, ao meu comando tudo aqui está. Aqui estão as ferramentas, então, de trabalho com as damas... com os cavaleiros...                                                                  |
| Tutti mi chiedono, tutti mi vogliono, donne, ragazzi, vecchi, fanciulle: Qua la parrucca... Presto la barba... Qua la sanguigna... Presto il biglietto... Qua la parrucca, presto la barba, Presto il biglietto, ehi! | Todos perguntam por mim, todos querem a mim, Senhoras, senhoritas, velhos, meninas: Toma a peruca... logo com a barba... Toma a sangria... Logo com o bilhete... Toma a peruca, logo com a barba, Logo com o bilhete, ei! |
| Figaro! Figaro! Figaro!, ecc. Ahimè, che folla! Ahimè, che furia! Uno alla volta, per carità! Ehi, Figaro! Son qua. Figaro qua, Figaro là, Figaro su, Figaro giù.                                                     | Fígaro! Fígaro! Fígaro! etc. Ah, quanta gente! Ah, que fúria! Um por vez, por favor! Ei, Fígaro! Estou aqui. Fígaro aqui, Fígaro lá Fígaro acima, Fígaro abaixo.                                                          |
| Pronto prontissimo son come il fulmine: sono il factotum della città. Ah, bravo Figaro! Bravo, bravissimo; a te fortuna non mancherà.                                                                                 | Pronto, tudo pronto, sou um raio: Eu sou o factotum da cidade. Ah, bravo Fígaro! Bravo, bravíssimo, Felizmente, você não vai falhar!                                                                                      |

## Na cultura popular
A abertura da ópera e "Largo al factotum" têm sido parodiadas famosamente em desenhos animados estrelando Pica-Pau (The Barber of Seville), Pernalonga (Rabbit of Seville e Long-Haired Hare), Gaguinho e Patolino (You Ought to Be in Pictures), Frajola (Back Alley Oproar), Tom e Jerry (The Cat Above and the Mouse Below), como também no Magical Maestro de Tex Avery, no One Froggy Evening da Warner Bros. e em Uma Babá Quase Perfeita da 20th Century Fox.